# Bojarzy (Rzeczpospolita Pawłowska)
Bojarzy – klasa chłopów w Rzeczypospolitej Pawłowskiej. Nie tylko płacili czynsz (48 zł na włókę ziemi rocznie) i oddawali większą ilość dóbr w naturze, lecz także odrabiali ponad miesiąc pańszczyzny rocznie. Klasę bojarów zlikwidowano w 1786 roku wraz ze zlikwidowaniem innych klas w Rzeczypospolitej Pawłowskiej.